# Erik Read
Erik Read, kanadski alpski smučar, * 31. maj 1991, Calgary

## Kariera

### Rezultati svetovnega pokala
| Sezona | Starost | Skupni seštevek | Slalom | Veleslalom | Superveleslalom | Smuk | Alpska kombinacija |
| ------ | ------- | --------------- | ------ | ---------- | --------------- | ---- | ------------------ |
| 2015   | 23      | 140             | 52     | —          | —               | —    | —                  |
| 2016   | 24      | 142             | 52     | —          | —               | —    | —                  |
| 2017   | 25      | 43              | 29     | 28         | —               | —    | 14                 |
| 2018   | 26      | 73              | 32     | 30         | —               | —    | —                  |
| 2019   | 27      | 83              | 45     | 28         | —               | —    | —                  |
| 2020   | 28      | 56              | 35     | 23         | —               | —    | —                  |
| 2021   | 29      | 36              | 34     | 16         | —               | —    | —                  |

### Top 10
| Sezona | Datum             | Lokacija                | Disciplina  | Mesto |
| ------ | ----------------- | ----------------------- | ----------- | ----- |
| 2017   | 4. december 2016  | Val-d'Isère, Francija   | Veleslalom  | 9.    |
| 2017   | 10. december 2016 | Val-d'Isère, Francija   | Veleslalom  | 8.    |
| 2017   | 29. december 2016 | Santa Caterina, Italija | Kombinirano | 6.    |
| 2017   | 22. januar 2017   | Kitzbühel, Avstrija     | Slalom      | 7.    |
| 2020   | 27. oktober 2019  | Sölden, Avstrija        | Veleslalom  | 7.    |
| 2021   | 5. december 2020  | Santa Caterina, Italija | Veleslalom  | 10.   |
| 2021   | 7. december 2020  | Santa Caterina, Italija | Veleslalom  | 10.   |

### Rezultati svetovnega prvenstva
| Leto | Starost | Slalom  | Veleslalom | Smuk | Alpska kombinacija | Superveleslalom | Ekipna tekma |
| 2015 | 23      | 24.     | 28.        | -    | -                  | -               | -            |
| 2017 | 25      | ODSTOP1 | 23.        | -    | -                  | -               | -            |
| 2019 | 27      | ODSTOP1 | ODSTOP1    | -    | -                  | -               | -            |
| 2021 | 29      | ODSTOP2 | ODSTOP1    | -    | -                  | -               | -            |

### Rezultati Olimpijskih iger
| Leto | Starost | Slalom | Veleslalom | Superveleslalom | Smuk | Alpska kombinacija | Ekipna tekma |
| ---- | ------- | ------ | ---------- | --------------- | ---- | ------------------ | ------------ |
| 2018 | 26      | 29.    | 11.        | —               | —    | —                  | 9.           |